# Spritzbeton

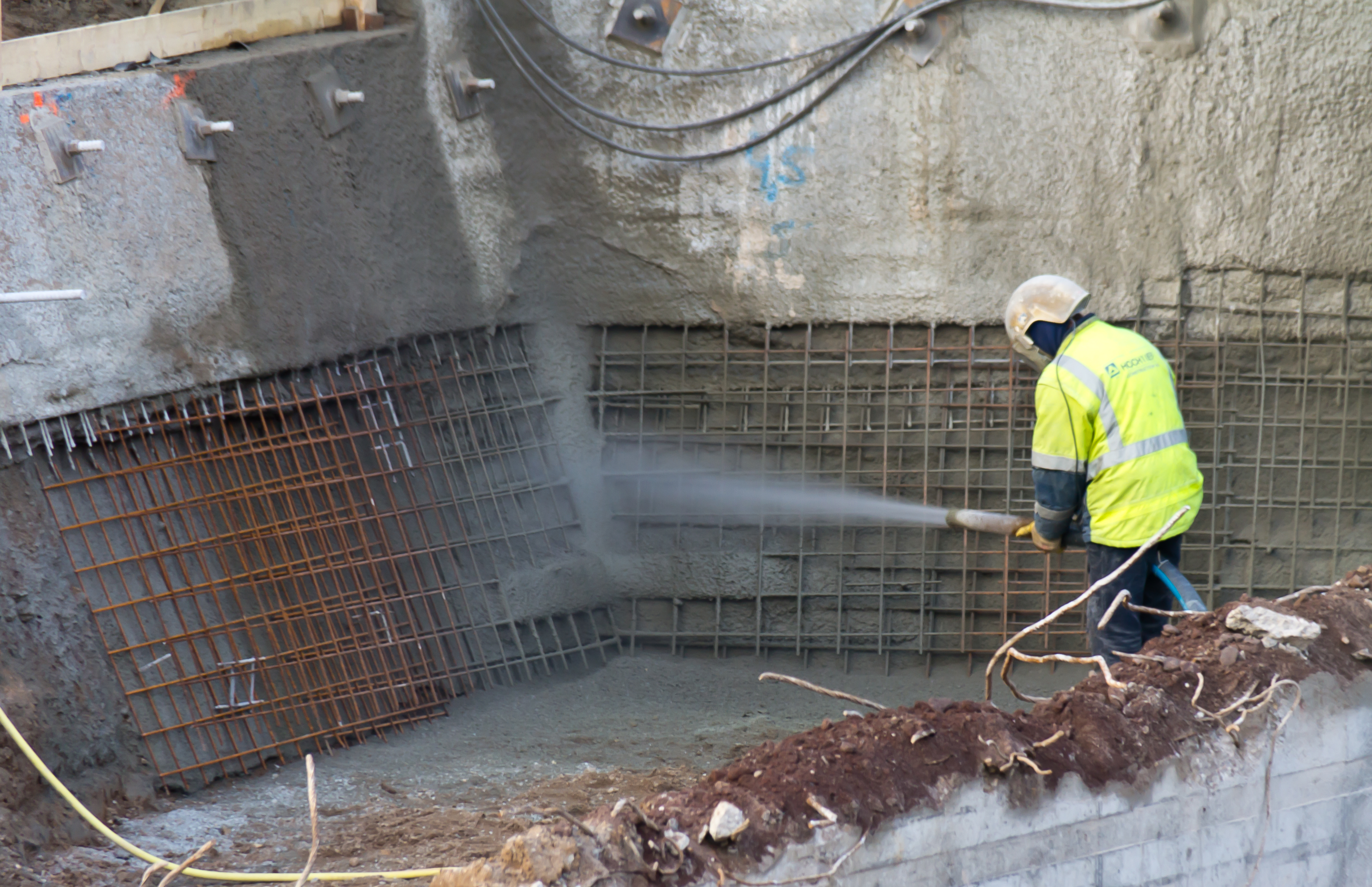
Ein Bauarbeiter trägt Spritzbeton auf eine Betonstahlmatte auf

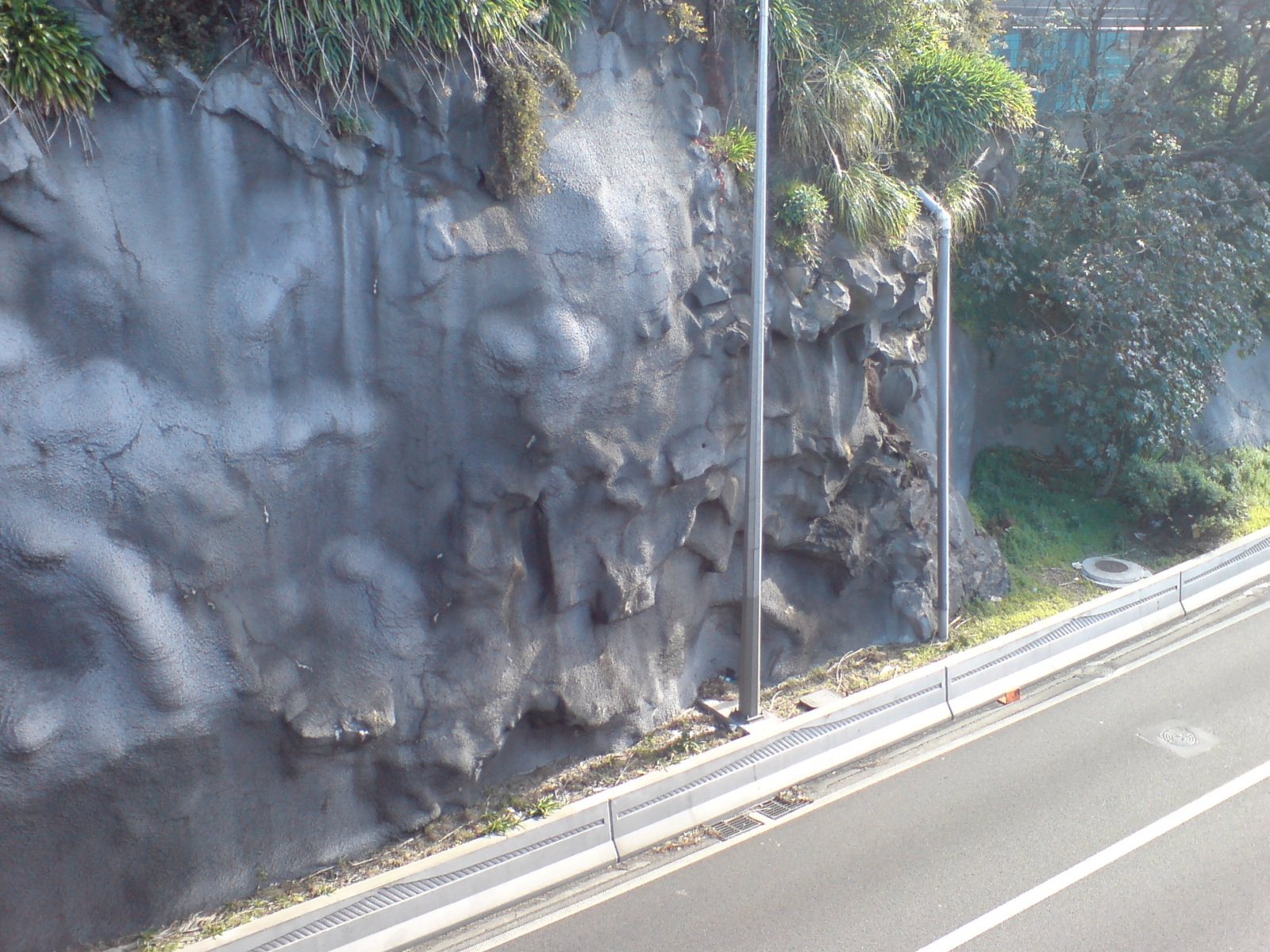
Mit Spritzbeton stabilisierte Felswand in Neuseeland

Spritzbeton ist ein Beton, der in einer Schlauchleitung zur Einbaustelle gefördert, dort aus einer Spritzdüse pneumatisch aufgetragen und durch die Aufprallenergie verdichtet wird.
Herstellung und Verwendung von Spritzbeton richtet sich nach der europäischen DIN EN 14487 und der nationalen Anwendungsnorm DIN 18551. Die Rezeptur entspricht weitgehend derjenigen von Normalbeton nach DIN 1045-2.
Obwohl in Deutschland seit 1920 bekannt und verwendet, meist unter dem Namen Torkretbeton, hat die Anwendung dieses Verfahrens erst in der zweiten Hälfte des 20. Jahrhunderts verstärkt zugenommen, auch wenn ihr Anteil an der gesamten Betonherstellung noch immer relativ gering ist.
In der Schweiz arbeiteten ab 1921 sowohl amerikanische Cement-Guns als auch Tector-Geräte der Torkret Filiale Lugano. Sie kamen etwa bei Druckstollen des Kraftwerks Amsteg, bei den SBB-Tunnels von Coldrerio und Massagno zum Einsatz. Behauptet hatten sich die Cement-Guns, weshalb sich in der Schweiz der Begriff «Gunit» (englisch «Gunite») eingebürgert hat.

## Geschichte
Im Jahre 1908 meldete der amerikanische Tier-Präparator Carl E. Akeley die Erfindung eines „Apparates zum Mischen und Auftragen von plastischen Materialien“ zum Patent an. Mit diesem „Cement Gun“ genannten Gerät wurde ein trockenes Beton – Zementmörtelgemisch durch einen Förderschlauch zur Einbaustelle geblasen. Mittels eines am Boden der Füllkammer befindlichen Taschenrades erfolgte die gleichmäßige Einspeisung des Materials in den Förderschlauch, das dann beim Passieren der Spritzdüse mit einem am Ende des Schlauchs befindlichen Wasserring gleichmäßig befeuchtet wurde. Zwei übereinander angeordnete Druckkammern, die abwechselnd mit Druckluft be- und entlüftet wurden, gestatteten die kontinuierliche Füllung der Kammern mit Mischgut.
Im Jahre 1919 meldete der Deutschamerikaner Carl Weber, der als Ingenieur in Amerika mit diesem Gerät Erfahrung gemacht hatte, in Deutschland ein eigenes Patent für eine Trockenspritzmaschine an. Er gründete eine Firma zum Bau und zum Vertrieb der Maschinen, die Deutsche Torkret Baugesellschaft. In der Folge bürgerte sich für diese Maschinen die Bezeichnung Torkret-Maschinen, und für das Verfahren der Begriff Torkretverfahren, beziehungsweise torkretieren allgemein ein. Die später in Torkret GmbH umbenannte Firma, mit Sitz in Berlin und ab 1956 in Essen, war viele Jahre führend bei der Anwendung der Maschinen. Vor allem bei der Instandsetzung des im Laufe des Krieges schwer geschädigten Bestands an Betonbauwerken gewann das Torkretverfahren eine große Bedeutung.
Ab Mitte der 1950er-Jahre wurde das Nassspritzverfahren entwickelt. Auch wurde gespritzter Beton nun für den Bau von Tunnel und Kavernen eingesetzt. Die damals entwickelte Neue Österreichische Tunnelbauweise, bei der unmittelbar nach dem Ausräumen des Tunnellochs eine (bewehrte) Betonschale zur Unterstützung und Konsolidierung auf die freigelegten Tunnelflächen gespritzt wurde, setzte sich allgemein durch.
Die zunehmende Anwendung von gespritztem Beton für Ingenieurbauwerke jeder Art erforderte die Normung dieses Verfahrens. Mit der im Jahre 1974 veröffentlichten ersten Fassung der DIN 18551 (Spritzbeton) wurde statt der zuvor gebräuchlichen Bezeichnung Torkretverfahren der Begriff Spritzbeton für das Verfahren eingeführt.

## Anwendung
Zur Anwendung kommt Spritzbeton heute vor allem bei der Reparatur und Verstärkung von Betonbauteilen, zur Gelände- und Felskonsolidierung, zum temporären Verbau bei Großbaustellen und im Tunnelbau (Spritzbetonbauweise) sowie zur Schaffung naturähnlicher Oberflächen an Freizeit- und Sportkletteranlagen.
Wegen der Besonderheiten des Verfahrens und der erforderlichen Ausrüstung wird Spritzbeton meist von spezialisierten Firmen ausgeführt. Das eingesetzte Personal muss nach den ZTV-ING über einen sogenannten Düsenführerschein verfügen.
Das Spritzbetonverfahren hat den Vorteil, dass keine oder nur eine einseitige Schalung benötigt wird, dass das Verdichten nach dem Aufbringen des Betons entfällt und dass im Allgemeinen eine sehr gute Haftung erreicht wird. Auch das Überkopfbetonieren ist möglich. Auftragsflächen müssen gegebenenfalls vorbehandelt werden.
Beim Spritzvorgang prallt ein Teil des Spritzguts ab, der so genannte Rückprall.
Da anfangs besonders die groben Anteile des Zuschlags vom festen Untergrund abprallen, verbleibt eine Betonschicht mit erhöhtem Feinkorn- und Zementanteil. Die feinen Anteile der ersten Schicht verkrallen sich durch die Anprallenergie mit dem Untergrund, wodurch sich eine tragfähige Haftbrücke für die nachfolgend aufgetragenen Schichten ergibt.
Bei sorgfältiger Düsenführung führt das Auftragsverfahren zu einer sehr guten Verdichtung des Betons. Der weitgehend hohlraumfreie Beton ist dicht, belastbar und schützt den enthaltenen Bewehrungsstahl vor Korrosion. Diese Eigenschaften wurden schon in den 20er Jahren genutzt, um dünne und weitgespannte Schalentragwerke etwa nach der Zeiss-Dywidag-Schalenbauweise zu errichten.
In den Vereinigten Staaten und Australien werden Estrich und Wandflächen vielfach mit dekorativ eingefärbten und strukturierten Oberflächen versehen, die beispielsweise gepflasterte Natursteinflächen oder Werksteinmauern nachahmen.
Seit 1999 ist auch ein Verfahren zur Gestaltung von dekorativen Wandoberflächen mit Spritzbeton bekannt. Beispielsweise kann auf der rohen Oberfläche eine netzartige Matrize befestigt werden, die nach dem Auftrag einer dünnen Schicht eingefärbten Spritzbetons wieder abgezogen wird. So kann der Eindruck des Fugenrasters einer gemauerten Naturstein- oder Ziegelwand erreicht werden.

## Herstellverfahren

### Trockenspritzverfahren
Beim Trockenspritzverfahren werden Zement, Zuschlagstoffe und pulverförmige Zusatzmittel trocken zusammengemischt in die Betonspritzmaschine gegeben und in einem Druckluftstrom (Dünnstromförderung) durch die Rohr- oder Schlauchleitung zur Spritzdüse befördert. Erst im Düsenbereich wird das Trockengemisch mit dem nötigen Zugabewasser und gegebenenfalls flüssigen Zusatzmitteln versehen und zu einem kontinuierlichen Strahl beschleunigt.
Dieses Verfahren wird beispielsweise bei der Fugensanierung von Natursteinmauerwerk an historischen Bauwerken angewandt.
Vorteile Trockenspritzverfahren
- Niedrige Investitionen
- Flexibel
  - die Wassermenge kann angepasst werden, um etwa die Haftfähigkeit des Betons an Überhängen zu verbessern
  - leichtere Schläuche mit kleinerem Durchmesser sind leichter per Hand zu führen
  - Arbeitsunterbrechungen sind problemlos möglich
  - Erhöhte Verarbeitungszeit durch längeres Vorhalten der Trockenmischung
  - Spritzen unter beengten Platzverhältnissen möglich
- Förderung über Distanzen bis 1400 Meter (ideal sind etwa 100 Meter)
- Geringer Reinigungsaufwand der Schläuche

Nachteile Trockenspritzverfahren
- Definierter Feuchtegrad der eingesetzten Gesteinskörnung nötig
- Staubentwicklung bei Trockenmischgut
- Hoher Rückprall
- Verschleiß an Spritzmaschine, Förderschläuchen und Spritzdüse

### Nassspritzverfahren
Beim Nassspritzverfahren werden Zement, Zuschlag und Wasser zusammengemischt und mittels einer Betonpumpe (Dichtstromförderung) oder Druckluft (Dünnstromförderung) zu einer Spritzdüse befördert.
Mit dem Nassspritzverfahren ist es einfacher, während des gesamten Spritzvorgangs eine gleichmäßige Qualität (mit einem konstanten w/z-Wert) zu erzielen.
Vorteile Nassspritzverfahren
- Sehr geringe Staubentwicklung
- Größere Auftragsleistung
- Bessere Homogenität der Mischung
- Geringerer Verlust durch Rückprall (10 bis 20 %, gegenüber durchschnittlich 20 bis 25 % beim Trockenspritzverfahren)
- Konstanter Wassergehalt durch definierten w/z-Wert

Nachteile Nassspritzverfahren
- Hohes Gewicht des Schlauches beim Dichtstromverfahren – meist Einsatz von gesteuerten Manipulatoren notwendig
- Hoher Platzbedarf der Maschinen
- Kurze Verarbeitungszeiten der fertigen Mischung, geringere Flexibilität
- Gemisch kann nicht wie beim Trockenspritzverfahren an die örtlichen Gegebenheiten angepasst werden
- Höherer Reinigungsaufwand
- Vorausbestimmung der benötigten Gemischmenge nötig, um Restmengen zu vermeiden

#### Dichtstromverfahren
Die fertige Mischung wird mit einer Kolbenpumpe oder einer Schneckenpumpe durch den Schlauch gefördert. An der Spritzdüse am Schlauchende erfolgt die Luftzugabe mit etwa sieben bis neun Kubikmeter pro Minute bei einem Druck von sieben bis neun Bar, um die Mischung auf die notwendige Austrittsgeschwindigkeit zu beschleunigen.
Zur Förderung muss der Betonmischung ein Fließmittel zugegeben werden.
Durch die weiche Konsistenz wird weiterhin die Zugabe eines flüssigen Beschleunigers in der Spritzdüse notwendig, der durch die zugeführte Druckluft zerstreut und so in dem Gemisch verteilt wird.

#### Dünnstromverfahren
Auch im Dünnstromverfahren wird dem Gemisch in der Spritzdüse zusätzlich Druckluft zugeführt, um die benötigte Anwurfgeschwindigkeit zu erhalten. Es kann jedoch auf die Herstellung einer vorher fließfähigen Konsistenz verzichtet werden.

## Eigenschaften
Maßgebend für die Zusammensetzung des Ausgangsbetons (der Mischungsentwurf), sind die für Förderung und Spritzen des Betons erforderlichen Verarbeitbarkeit und die geforderte Druckfestigkeit des aufgespritzen Betons. Die Verarbeitung bestimmt den Wasseranspruch (Wasserbindemittelwert) von dem wiederum die Druckfestigkeit abhängt.
Bei dem Trockenspritzverfahren kann der Spritzenführer die Wassermenge noch während des Betoniervorgangs an die Bedürfnisse vor Ort anpassen.
Beim Nassspritzverfahren wird der Ausgangsbeton in plastischer Konsistenz (Ausbreitmaß 35 bis 41 Zentimeter) hergestellt. Der Wasseranspruch ist auch von der Kornform und Kornzusammensetzung des Zuschlages abhängig. Er kann durch Verflüssiger oder Fließmittel vermindert werden.
Durch den (anfänglichen) Rückprall der groben Anteile des Zuschlags ergibt sich eine Erhöhung des Zementgehalts. Werden Beschleuniger eingesetzt, so kann es zu einer geringeren 28-Tage-Druckfestigkeit kommen.

### Standardmischung
Eine typische Mischung setzt sich aus Portlandzement (CEM I 42,5 R) und Zuschlag mit Größtkorn von 8 mm zusammen und hat einen Wasserzementwert von 0,5. Dies ergibt nach 2 Tagen eine Anfangsdruckfestigkeit von mindestens 20 MPa und einen Endwert von 42,5 MPa nach 28 Tagen.
Zur Verbesserung der Pumpbarkeit kann nach der ÖN B 4710-1 bis höchstens 25 Prozent Flugasche beigemengt werden

### Bindemittelgehalt
Bei der Herstellung der Mischung für Trockenspritzbeton beträgt die Bindemittelmenge meist zwischen 320 und 460 Kilogramm pro Kubikmeter Beton.
Um den eigentlichen Zementgehalt des eingebauten Spritzbetons zu ermitteln, muss der Rückprall miteinbezogen werden.
Im Vergleich zur Ausgangsmischung führt der Rückprall hauptsächlich zu einem Verlust der grobkörnigen Zuschläge und somit zu einer Zunahme des Zementgehalts. Bei einer typischen Standardmischung mit 350 Kilogramm Zement pro Kubikmeter ergibt ein Rückprall von 25 Volumenprozent einen Zementgehalt von etwa 450 Kilogramm pro Kubikmeter im Endprodukt.

### Ergiebigkeit
Bei 25 Prozent Rückprall ergeben 1000 Liter Trockengemisch ungefähr 555 Liter anhaftenden Festspritzbeton.
(Wenn durch den Rückprall ein Viertel des Trockengemischs verloren geht, bleiben von 1000 Liter Trockengemisch noch 750 Liter übrig. Diese 750 Liter werden durch die Aufprallwucht um das 1,35-fache auf 555 Liter verdichtet. Das Verhältnis des Festspritzbetonvolumens zum Trockengemisch beträgt demnach 1:1,8.)

### Wasserzementwert
Der Wasserzementwert ist ein entscheidender Faktor für die Betonqualität. Die Gesamt-Wassermenge setzt sich beim Trockenspritzverfahren aus dem an der Düse zugeführten Zugabewasser und der in den Zuschlägen enthaltenen Eigenfeuchte zusammen.
Im Gegensatz zum Nassspritzverfahren variiert beim Trockenspritzverfahren der Wasserzementwert, da die Zugabemenge vom Düsenführer bestimmt wird. Dies wird oft als Nachteil angesehen. In der Praxis ergibt sich jedoch ein relativ gleichmäßiger Wert, da sich eine zu geringer Wasserzugabe sogleich in einer übermäßigen Staubbildung bzw. einem erhöhten Rückprall äußert, während eine zu große Wassermenge den Spritzbeton herabfließen lässt.
Bei korrekter Ausführung sollte sich der Wasserzementwert auf diese Weise unterhalb von 0,5 einstellen.

### Eigenfeuchte der Zuschläge
Ein wichtiger Aspekt beim Trockenspritzverfahren ist die Eigenfeuchtigkeit der Zuschläge.
Ist die Mischung zu trocken, entsteht beim Spritzen zu viel Staub. Ist die Eigenfeuchtigkeit zu hoch, kann dies zu
Problemen führen: Der Spritzbetondurchsatz nimmt stark ab, Maschine und Förderleitungen verkrusten, und es kommt zu Verstopfungen.
Die Eigenfeuchtigkeit der Mischung sollte zwischen drei und sechs Prozent liegen. Neben den vor Ort hergestellten Mischungen hat sich in den letzten Jahren auch der Gebrauch von fertigen Trockenmischungen, die in Säcken oder Silos geliefert werden, durchgesetzt. Ordnungsgemäß hergestellt und gelagert enthalten diese Mischungen keine Eigenfeuchtigkeit.
Um der Staubbildung vorzubeugen, ist es ratsam, das Zuschlagsmaterial zu benetzen, bevor es in die Maschine gelangt. Speziell ausgerüstete Fördersysteme oder Benetzungsdüsen können die Staubentwicklung um bis zu 60 % senken.

## Zusatzmittel
Auf dem Markt sind verschiedene Zusatzmittel erhältlich, um die Eigenschaften des Spritzbetons zu steuern. Die wichtigsten sind die abbindebeschleunigenden Zusatzmittel, die die Erstarrungszeit verringern (Erstarrungsbeschleuniger). Der Spritzbeton bindet schneller ab und erreicht höhere Frühfestigkeiten. Dadurch können die nachfolgenden Schichten schneller und in größeren Schichten aufgebracht werden. Bei großen Bauvorhaben tragen Erstarrungsbeschleuniger erheblich zu einer Zunahme der Produktionskapazität bei und sind wichtige Voraussetzungen für viele Anwendungen. Beispielsweise ist die Frühfestigkeit bei Untertagebauten und Baugrubensicherungen eine Grundanforderung. Gängige Beschleuniger sind Natriumwasserglas und Calciumchlorid, wobei sich Calciumchlorid nachteilig auf die Korrosionsfestigkeit des Bewehrungsstahls auswirkt. Weitere Zusatzmittel sind Fließmittel, Dichtungsmittel, Verzögerer und Stabilisierer.
Bei der Verwendung von Erstarrungs-Beschleunigern (speziell durch Wasserglas) können Festigkeitsminderungen von 20 bis 50 Prozent auftreten. Gegebenenfalls muss dem Mischungsentwurf für einen Spritzbeton der allgemeinen Festigkeitsklasse C 25/30 ein Beton der Festigkeitsklasse C 35/45 bis C 45/55 zugrunde gelegt werden.
Die erzielbaren Werte müssen durch eine Prüfung ermittelt werden. Zudem können Beschleuniger zu einem sinkenden E-Modul und einem erhöhten Schwinden und Kriechen führen.
Beim Trockenspritzverfahren können Staubminderer zur Verringerung der Staubentwicklung eingesetzt werden. Wie bei allen Zusatzmitteln ist eine genaue Dosierung erforderlich, um die Qualitätsanforderungen zu erfüllen.

### Fasern
Dem Spritzbeton können Stahl- und synthetische Fasern zugegeben werden. Dies ergibt höhere Arbeitsvermögen (Energieaufnahmevermögen) und Schlagfestigkeit sowie ein verbessertes Schwindverhalten des Spritzbetons.
Faserbeton in Form von Stahlfaser- oder Kunststofffaser-spritzbeton wird besonders für Baugrubenverbauungen und Hangsicherungen verwendet. Es kann dabei auf eine konventionelle Stahlbewehrung verzichtet werden.

### Spritzbetonzement
Spritzbetonzemente (SE-Zemente) zeichnen sich durch ein frühzeitiges Erstarren bei geringer Staubentwicklung und vermindertem Rückprall aus. Es handelt sich um einen gipsarmen Zement, der im Trockenspritzverfahren eingesetzt werden kann und bei Zugabe von Wasser innerhalb kürzester Zeit erstarrt, so dass auf die Zugabe eines Beschleunigers verzichtet werden kann. Die Verwendung eines Spritzbetonzements lässt daher eine höhere Endfestigkeit erwarten.